# José María Chacón Pery
José María Chacón Pery (San Fernando, abril de 1852 - Madrid, 13 d'abril de 1922) fou un militar i polític espanyol, almirall de l'Armada Espanyola i ministre de Marina durant el regnat d'Alfons XIII.

## Biografia
El 1865 ingressà a l'Escola Naval Militar, on es va graduar el 1872 com a alferes de navili. Fou destinat a combatre els insurrectes a Sulu i Tawi-Tawi, a les Filipines, i després a Cuba i Marroc, i el 1880 fou ascendit a tinent de navili. El 1885 fou nomenat comandant del Rigel, primer torpeder de l'Armada Espanyola. El 1895 fou enviat a Cuba per tal d'organitzar-hi la defensa amb torpedes. El 1898 fou ascendit a capità de fragata i secretari general del Ministeri de Marina d'Espanya.
En 1901 fou ascendit a capità de navili i nomenat comandant del creuer Río de Plata, i el 1911 fou ascendit a contralmirall i nomenat comandant de Marina del port de Gijón. El 1912 fou nomenat director de la renovada Escola Naval Militar i comandant de l'Arsenal de Ferrol. En 1914 fou ascendit a vicealmirall i el 1918 a almirall; durant aquests anys fou comandant dels creuers Emperador Carlos V, Cataluña, Pelayo i España.
El 1918, un cop ascendit a almirall, fou nomenat Cap de la Jurisdicció de Marina de la Cort. Alhora, en novembre de 1918 fou nomenat Ministre de Marina pel cap de govern Manuel García Prieto. Un mes més tard fou confirmat pel nou cap de govern, Álvaro Figueroa y Torres Mendieta, fins que el govern va caure en abril de 1919.
L'abril de 1919 fou destinat a l'Estat Major Central, del qual en fou nomenat capità general el maig de 1920. Va morir l'abril de 1922 a Madrid.

## Obres
- La Marina Militar en España